# Verkeersrally
Verkeersrally (ook wel Traffix) is een computerspel dat werd ontwikkeld door Cees Kramer van Radarsoft. Het spel kwam in 1985 uit voor de Commodore 64. De speler rijdt in een groene stad en moet een soort van geheime radiozenders vinden en zich hierbij aan de verkeersregels houden. Het speelscherm heeft een isometrische projectie. In de Verenigde Staten kwam het spel uit onder de naam Traffix.